# Frank MacQuarrie
Frank MacQuarrie (São Francisco, Califórnia, 27 de janeiro de 1875 – Los Angeles, Califórnia, 25 de dezembro de 1950) foi um ator norte-americano da era do cinema mudo. Foi irmão dos também atores Albert MacQuarrie (1882–1950) e Murdock MacQuarrie (1878–1942).

## Filmografia selecionada
- The Lone Hand (1919)
- Under Suspicion (1919/I) .... Greggs
- Loot (1919) .... Jacques
- His Beloved Violin (1915)
- Jane's Declaration of Independence (1915)
- The Black Box (1915) .... Craig